# Časignit
Časignit je vrsta Marsovih meteoritov ali SNC meteoritov. Spadajo v skupino ahondritov oziroma kamnitih meteoritov.

Doslej so našli dva meteorita te vrste. Prvega so našli v kraju Chassigny v departmaju Haute-Marne v Franciji leta 1815. Časigniti so tako dobili ime po meteoritu Chassigny.

Drugi časignit, znan kot Diderot ali NWA2737, so našli v severozahodni Afriki. Meteorit NWA2737 sta našla iskalca meteoritov B. Fectay in C. Bidaut leta 2000. Mineraloška zgradba in razmerje kisikovih izotopov kaže, da meteorit nedvoumno izhaja s površine Marsa.